# Personaggi di Final Fantasy Tactics
Dettagli sui personaggi del videogioco Final Fantasy Tactics.

## Ramza Beouvle
Ramza Beouvle, protagonista del gioco, è un membro della famiglia Beoulve, rispettata per le gesta del padre, Balbanes Beoulve, un Heavenly Knight della Fifty-Year War. Ha una sorella, Alma, alla quale è molto affezionato. Ha due fratellastri, il Generale Zalbag dell'Hokuten, e il Comandante Dycedarg che serve direttamente il Principe Larg.

### La classe speciale di Ramza
La classe di base di Ramza è lo Squire (Scudiero). Diversamente dagli altri Scudieri, Ramza è in grado di equipaggiare la maggior parte delle armi e delle protezioni dei Cavalieri, il che gli permette di avere gli hp di un Cavaliere e l'agilità di uno Scudiero. Ha inoltre altre abilità non possedute dagli altri Scudieri, come Stridio e Ultima (che può prendere in particolari condizioni).

### Contro i Death Corps
Ramza desidera essere un grande eroe ed essere degno di portare il cognome Beouvle, e decide quindi di entrare nella Royal Academy a Gariland Magic City, insieme al suo migliore amico, Delita Hyral. Mentre è ancora uno Squire, Ramza viene coinvolto in uno scontro contro i Death Corps, un gruppo di cavalieri che furono abbandonati alla fine della Guerra dei Cinquant'anni. Per prima cosa Ramza salva Algus Sadalfas, un servo del Marquis Elmdor, da un attacco dei Death Corps, poi, dietro richiesta di Algus, si oppone all'ordine di suo fratello per salvare Elmdor dai Death Corps. Dycedarg è furioso, mentre il Principe Larg è invece compiaciuto del gesto di Ramza, che viene incaricato di attaccare un gruppo di Death Corps comandati da Miluda Folles. Durante la battaglia Ramza capisce il motive delle azioni dei Death Corps, e lui e Delita iniziano a dubitare delle azioni del loro paese. Ramza risparmia la vita a Miluda, creando una rottura con Algus.

### L'incidente di Fort Zeakden
Ramza e Delita ritornano a Igros Castle per scoprire che la sorella di Delita, Teta, è stata rapita dai Death Corps. Preparano quindi un piano per attaccare frontalmente i Death Corps, ma Delita vuole aggirarli alle spalle e salvare Teta. Si crea perciò una rottura fra Algus e Delita, e Ramza prende le parti di Delita. I due vanno quindi da soli a salvare Teta, ma uccidono Miluda, provocando l'ira del fratello, Wiegraf, capo dei Death Corps. Nello scontro fra i tre a Fort Zeakden, Teta viene uccisa da coloro che dovevano salvarla. Ramza decide di ripudiare l'Hokuten e la sua famiglia e si unisce a Delita in un attacco contro Algus, che comandava le truppe Hokuten all'assalto di Fort Zeakden. Il forte esplode, e Ramza fugge, disertando l'Hokuten e la sua famiglia.

### Il rapimento di Ovelia
Ramza quindi adotta il cognome "Ruglia" per evitare di essere associato alla famiglia Beoulve, e si unisce ad un gruppo di mercenari comandati dal Cavaliere Nero Gaff Gafgarion. Questo gruppo di mercenari viene ingaggiato da Agrias Oaks per proteggere la Principessa Ovelia, che viene però rapita da Delita. inviato dagli Shrine Knights per allontanare Ovelia sia da Larg che da Goltana. Delita tenta di portare Ovelia a Bethla Garrison, ma viene fermato da numerosi Hokuten alle Zirekile Falls. Subito dopo Agrias e Ramza giungono per salvare Ovelia, ma con grande sorpresa Gafgarion li tradisce, e rivela che l'Hokuten intende usare Ovelia per i propri fini. Agrias e Ramza rimangono fedeli alla principessa e Delita li assiste per difenderla. Così insieme sconfiggono Gafgarion e gli Hokuten e salvano Ovelia.

### La scoperta dei Lucavi: contro Draclau
Agrias suggerisce quindi che Ovelia dovrebbe essere condotta al Lionel Castle, convinta che il Cardinal Draclau l'avrebbe protetta. Lungo la strada per il castello, incontrano un giovane di nome Mustadio Bunanza alle prese con molti membri del Bart Trading Company. Ramza e Agrias aiutano Mustadio, che rivela di essersi cacciato nei guai perché sa dove si trova la Pietra Zodiacale del Toro. Ramza e Agrias decidono di scortare anche lui al Lionel Castle. Dopo un altro scontro con la Bart Trading Company, arrivano a Lionel e Ramza decide di scortare Mustadio alla sua abitazione vicino Goug Machine City, mentre Ovelia e Agrias lo aspetteranno al monastero.
Ma Agrias non sapeva che Draclau stava preparando un piano contro di loro e le imprigiona e decide di uccidere Ovelia. Agrias riesce a fuggire e a raggiungere Ramza e Mustadio, che decidono di aiutarla. Quando raggiungono il luogo dell'esecuzione trovano solo un impostore al posto della vera Ovelia e l'esecutore è in realtà Gafgarion. Ramza e Agrias sono caduti in trappola. Durante lo scontro Gafgarion rivela che Ramza è un membro della famiglia Beoulve, il che sconvolge Agrias. Ramza spiega di essere totalmente estraneo alle azioni del fratello e Agrias gli crede. Gafgarion viene sconfitto e costretto a ritirarsi nel Lionel Castle.
Ramza e Agrias corrono a Lionel per liberare Ovelia, ma ancora una volta Ramza cade in un agguato all'ingresso del castello, ma ne esce vittorioso grazie all'aiuto di Agrias e degli altri mercenari. Entrano quindi nel castello, ma la Principessa Ovelia non si trova più lì.
Tuttavia Draclau ha ancora un asso nella manica: usa la Pietra Zodiacale dello Scorpione e si trasforma nel Re Impuro, Queklain, uno dei leggendari demoni Lucavi. Nonostante la sua forza, Queklain viene sconfitto e Ramza recupera la Pietra dello Scorpione. Agrias decide di restare con Ramza e aiutarlo a sconfiggere i Lucavi.
Ramza si dirige quindi alla Capitale Imperiale Lesalia per mettere in guardia Zalbag e convincerlo a porre fine alla guerra. Lungo la strada per Lesalia, Ramza salva Olan, figlio di Cidolfas Orlandu. A Lesalia, Ramza si confronta con Zalmo, un Heresy Examiner per la Chiesa di Glabados e considerato eretico. Grazie all'aiuto della sorella Alma, Ramza riesce a fermare Zalmo e a ritardarlo.

### Il rapimento di Alma
Ramza e Alma in seguito si dirigono al Monastero Orbonne, in quanto Alma ricorda che lì si trova la Pietra della Vergine. Ma la missione risulta disastrosa: non solo i Temple Knights recuperano per primi la pietra, ma catturano anche Alma, e Wiegraf, ora un Temple Knight, viene posseduto dal demone Lucavi Velius. Disperato e temendo che Alma debba soffrire lo stesso destino di Teta, Ramza si dirige immediatamente al Riovanes Castle, dove Alma è tenuta prigioniera. Durante il viaggio aiuta Rafa Galthana, una Heaven Knight al servizio del Duca Barinten di Riovanes, fuggita dal castello. Ramza si lancia quindi all'attacco del Riovanes Castle. Nonostante tenti di distruggere Velius e liberare il posseduto Marquis Elmdor, i suoi sforzi per liberare Alma risultano vani, e la ragazza finisce nelle mani di Vormav, che è in realtà Hashmalum, il secondo comandante dei Lucavi.

### Ulteriori problemi
Ramza tenta allora di avvertire Cidolfas Orlandu dei progetti dei Lucavi. Durante il viaggio incontra un nuovo nemico, la figlia di Vormav, Meliadoul, e aiuta Delita a sconfiggere Zalmo una volta per tutte. Raggiunge Bethla Garrison appena dopo l'avvelenamento di moltissimi Hokuten a causa di un veleno mosfungus. Fortunatamente è in grado di aprire la diga di Bethla, il che previene una battaglia campale tra Hokuten e Nanten. In seguito riesce a salvare Orlandu, che era stato accusato di alto tradimento e imprigionato dal suo signore, Goltana, e si dirige al Limberry Castle, la fortezza del Marquis Elmdor, pensando che Alma si trovi lì. Ma non è così, e Ramza trova soltanto una battaglia contro Zalera, il Lucavi che ha posseduto Elmdor. Meliadoul, avendo compreso che suo padre è posseduto da un demone, accorre in suo aiuto per sconfiggere Zalera, e rivela che anche Dycedarg ha ricevuto una Pietra Sacra. Ramza torna a casa giusto in tempo per trovare Zalbag e Dycedarg che si affrontano in combattimento. Zalbag è appena venuto a sapere che Dycedarg ha ucciso suo padre. Dopo ciò Zalbag riesce a sconfiggere Dycedarg, che però si trasforma in Adramelk, e fa scomparire Zalbag e attacca Ramza, che però riesce a batterlo.

### La battaglia finale
In seguito Ramza si dirige al St. Murond Temple, dove incontra Vormav. Vormav fugge costringendo Ramza a combattere Zalbag, che è stato trasformato in un vampiro, ma Ramza riesce a scoprire dal High Priest Marge Funeral in fin di vita che Vormav ha portato Alma al Monastero di Orbonne dove si trova il portale per la Murond Death City, dove ha intenzione di resuscitare Altima usando il corpo di Alma come vascello. Ramza riesce a intercettare Vormav al Graveyard of Airships appena in tempo per impedirgli di praticare la cerimonia. Vormav si trasforma in Hashmalum ma viene sconfitto. Ma Hashmalum sacrifica se stesso per resuscitare Altima, che però non riesce a prendere il corpo di Alma, che riappare nel suo corpo originale. Inizia così lo scontro finale, in cui si scopre che Ramza è un discendente di colui che sconfisse il Bloody Angel e sigillò i Lucavi. Ramza sconfigge le due forme del Bloody Angel e l'aeronave esplode, lasciando un alone di mistero sulla fine degli eroi.

### The End
Nonostante sia considerato morto, Ramza è stato visto vivo da Olan Durai. Ramza, con la sorella Alma, sono fuggiti da Ivalice per iniziare una nuova vita, liberi dai precetti della Chiesa. Nonostante Alma fosse stata "sepolta", la Chiesa si rifiutò di praticare la cerimonia per Ramza, considerato ancora un eretico. Il popolo non saprà mai la verità sulla fine della Lion War, fino a quanto Alazam non troverà gli scritti di Olan che la chiesa aveva tentato di occultare.

### Ramza e Delita
Ramza è un personaggio emblematico. All'inizio infatti viene considerato solo in virtù dell'appartenenza alla sua nobile famiglia, ma in seguito scopre che un nome non ha alcun significato se viene usato per scopi malvagi. Le azioni eroiche di Ramza non verranno mai conosciute pubblicamente, attraverso questo personaggio si vuole far capire quando un'azione è veramente giusta. Coloro che fanno "il bene" non spontaneamente, ma costrette o manipolare, non sono realmente "buone". Per esempio Delita viene facilmente manipolato, mentre Ramza compie tutto per senso del dovere e della giustizia, di sua spontanea volontà. Tuttavia le azioni giuste e "buone", compiute di propria volontà, non sono quasi mai conosciute e non danno ricompense all'eroe, come nel caso di Ramza.

## Principessa Ovelia Atkasha
La Principessa Ovelia è uno dei personaggi chiave.

### Rapimento e salvataggio
Essendo l'obiettivo di Goltana per diventare re di Ivalice, viene condotta al Monastero di Orbonne per sicurezza, ma viene rapita da Delita Hyral.
Dopo essere stata salvata da Ramza viene condotta al Lionel Castle, ma lei e Agrias vengono fatte prigioniere da Draclau. Mentre Agrias riesce a fuggire per avvertire Ramza, arriva anche Delita, che si era infiltrato nella Chiesa di Glabados, come anche Vormav Tingel, leader dei Temple Knights. Vormav e Draclau interrogano Ovelia, e affermano che in realtà lei non è la Principessa Ovelia, in quanto la vera Ovelia è morta e a lei fu data la sua identità. Se questo sia vero o falso non viene mai chiarito nel gioco, anche se si suppone che Vormav non avesse alcuna ragione per mentire.
Alla fine, Delita salva Ovelia dal Lionel Castle e la porta da Goltana, che la nomina regina. Poiché anche Larg pretendeva il diritto al trono, scoppia la Lion War.

### Matrimonio con Delita e morte
Dopo l'assassinio di Goltana compiuto da Delita alla battaglia al Bethla Garrison, Delita consolida il suo potere sui Nanten. Delita progetta la morte di Cidolfas Orlandu, ma gli permette di vivere per aiutare Ramza a distruggere i Lucavi. In seguito Delita e Ovelia si sposano. Un giorno Delita era andato a raccogliere dei fiori per farla sorridere, ma lei temendo, forse a ragione, che lui la stia solo usando, e che entro breve si sbarazzerà di lei, così come aveva fatto in passato con Goltana, lo pugnala. Delita con le ultime forze rimaste uccide Ovelia.

## Agrias Oaks
Agrias Oaks è la guardia del corpo della Principessa Ovelia. Appartiene alla potente classe degli Holy Knight. È una donna devota e pronta a difendere la sua Principessa.

### Il rapimento di Ovelia
Agrias e Ovelia si trovavano al Monastero Orbonne nel periodo che portò allo scoppio della Lion War. Per proteggere Ovelia Agrias assunse un gruppo di mercenari guidati da Gaff Gafgarion per proteggerla. Uno dei mercenari era Ramza Beoulve, che aveva cambiato cognome per evitare associazioni col fratello. Il monastero fu poi attaccato da molti cavalieri Hokuten. Agrias, Ramza, e Gafgarion li affrontarono, ma Delita Hyral entrò nel monastero dal retro e rapì Ovelia. Agrias però è troppo lenta e così delita scappa su un chocobo. Dopo essere venuta a conoscenza dell'identità del rapitore grazie a Ramza, i due si misero sulle tracce della principessa.
Delita tenta di portare Ovelia a Bethla Garrison, ma viene fermato da numerosi Hokuten alle Zirekile Falls. Subito dopo Agrias e Ramza giungono per salvare Ovelia, e con grande sorpresa Gafgarion li tradisce, e rivela che l'Hokuten intende usare Ovelia per i propri fini. Agrias e Ramza rimangono fedeli alla principessa e Delita li assiste per difenderla. Così insieme sconfiggono Gafgarion che si ritira e salvano Ovelia.

### Prigioniera al Lionel Castle
Agrias suggerisce quindi che Ovelia dovrebbe essere condotta al Lionel Castle, convinta che il Cardinal Draclau l'avrebbe protetta. Lungo la strada per il castello, incontrano un giovane di nome Mustadio Bunanza alle prese con molti membri del Bart Trading Company. Ramza e Agrias aiutano Mustadio, che rivela di essersi cacciato nei guai perché sa dove si trova la Pietra Zodiacale del Toro. Ramza e Agrias decidono di scortare anche lui al Lionel Castle. Dopo un altro scontro con la Bart Trading Company, arrivano a Lionel e Ramza decide di scortare Mustadio alla sua abitazione vicino Goug Machine City, mentre Ovelia e Agrias lo aspetteranno al monastero.

### Contro Draclau
Ma Agrias non sapeva che Draclau stava preparando un piano contro di loro e le imprigiona e decide di uccidere Ovelia. Agrias riesce a fuggire e a raggiungere Ramza e Mustadio, che decidono di aiutarla. Quando raggiungono il luogo dell'esecuzione trovano solo un impostore al posto della vera Ovelia e l'esecutore è in realtà Gafgarion. Ramza e Agrias sono caduti in trappola. Durante lo scontro Gafgarion rivela che Ramza è un membro della famiglia Beoulve, il che sconvolge Agrias. Ramza spiega di essere totalmente estraneo alle azioni del fratello e Agrias gli crede. Gafgarion viene sconfitto e costretto a ritirarsi nel Lionel Castle.
Ramza e Agrias corrono a Lionel per liberare Ovelia, ma ancora una volta Ramza cade in un agguato all'ingresso del castello, ma ne esce vittorioso grazie all'aiuto di Agrias e degli altri mercenari. Entrano quindi nel castello, ma la Principessa Ovelia non si trova più lì.
Tuttavia Draclau ha ancora un asso nella manica: usa la Pietra Zodiacale dello Scorpione e si trasforma nel Re Impuro, Queklain, uno dei leggendari demoni Lucavi. Nonostante la sua forza, Queklain viene sconfitto e Ramza recupera la Pietra dello Scorpione. Agrias decide di restare con Ramza e aiutarlo a sconfiggere i Lucavi.

## Delita Hyral
Delita Hyral è, almeno agli inizi, il miglior amico di Ramza. Viene facilmente manipolato, anche se in fin dei conti è un onorevole idealista che crede di essere l'eroe della gente, Delita fa propria la massima "il fine giustifica i mezzi". Dopo la morte della sorella giura di non esser mai più manipolato, ma al contrario sarà lui a soggiogare le persone. Il tutto lo condurrà a diventare Re di Ivalice, usando Ovelia per i suoi scopi, anche se alla fine si innamorerà di lei. Nonostante i suoi piani siano gli stessi del Principe Goltana e della Chiesa, ha sempre intenzione si superarli e trarne vantaggio solo lui. Decide di lasciare in vita Ramza e i suoi amici in modo che distruggano la Chiesa e i Lucavi, mentre lui diverrà Re.

### Con gli Hokuten
Nato in una povera famiglia di contadini, Delita e sua sorella Teta furono adottati da Balbanes e divennero ben presto amici di Ramza e Alma. Crescendo, Delita entra nella Gariland Military Academy con Ramza, insieme al quale salvò Algus dai Death Corps. Algus rivelò che Marquis Elmdor era stato rapito, e quando Ramza disobbedì agli ordini di Dycedarg per liberarlo, Delita lo accompagnò. La loro missione fu un successo e furono assegnati al gruppo che avrebbe attaccato Miluda Folles al Thieves Fort. Durante la battaglia capirono le motivazioni del comportamento dei Death Corps e ciò portò ad una rottura tra Delita e l'arrogante Algus. Dopo aver sconfitto Miluda, Ramza e Delita ritornarono a Igros, dove vennero a sapere che Teta, la sorella di Delita, era stata fatta prigioniera dei Death Corps.
Zalbag Beoulve decise allora di tentare un attacco frontale contro i Death Corps a Fort Zeakden, ma Delita capì che sarebbe significato morte certa per Teta. Decise allora di attaccarli insieme a Ramza dalla Lenalia Plateau. Quando Algus insultò Delita, Ramza si schierò dalla parte dell'amico e cacciò Algus, che si unì alle unità di Zalbag nell'attacco a Zeakden. Ramza e Delita si mossero per salvare Teta e alle Mandalia Plains condivisero quella che sarebbe stata la loro ultima avventura assieme. I due incontrarono nuovamente Miluda alla Lenalia Plateau e la sconfissero e uccisero, il che fece infuriare il fratello, Wiegraf, leader dei Death Corps. Nonostante l'ordine di Wiegraf di abbandonare Teta, che non era una nobile e per questo non era considerata una nemica dei Death Corps, Golagros, un sottoposto, la portò al Forte Zeakden. Delita e Ramza arrivarono appena in tempo per vedere infuriare una battaglia tra Golagros, che teneva Teta prigioniera, e gli Hokuten. Algus apri il fuoco, colpendo a morte sia Teta che Golagros. Zalbag allora si recò a combattere contro Wiegraf, e Delita, accecato dalla rabbia, si scagliò contro Algus, aiutato da Ramza. Algus fu ucciso, ma Golagros fece esplodere il forte e Delita, che si trovava accanto al corpo in fin di vita di Teta, sarebbe morto se la sorella non avesse usato le ultime forze per proteggerlo.

### Il rapimento di Ovelia
Dopo l'incidente di Fort Zeakden, Delita passò dalla parte dei Nanten, ma allo stesso tempo faceva il doppio gioco con la Chiesa di Murond Glabados, intenzionato a superare entrambe le parti. Offrì la sua assistenza a Dycedarg Beoulve per rapire la Principessa Ovelia, e insieme a numerosi Hokuten, travestiti da Nanten, attaccò il Monastero Orbonne dove Ovelia risiedeva. Mentre Ramza, Agrias, e Gafgarion combattevano contro i falsi Nanten, Delita si infiltrò nel Monastero di Orbonne dal retro e rapì Ovelia, scappando sul suo Chocobo prima che Agrias potesse fare qualcosa.
Ramza, riconoscendo Delita, si diresse subito al suo inseguimento. Alle Zirekile Falls, Delita ebbe qualche problema, permettendo a Ramza e ai suoi soldati di raggiungerlo. Ma Gaff Gafgarion rivelò di aver ricevuto il compito di uccidere Ovelia; Delita e Ramza allora si allearono e lo sconfissero. Dopo che Ovelia cadde nelle mani del Cardinal Draclau, Delita riuscì a liberarla e a portarla da Goltana.

### Il tradimento
Delita in seguito tradì anche i Nanten e Goltana. Creò una rottura fra Cidolfas Orlandu e Goltana, e gli fu ordinato di ucciderlo dalla Chiesa di Murond Glabados e di passare dalla parte di Balmafula, che infatti teneva d'occhio Delita. Incontrò Ramza alla chiesa vicino Zeltennia, dove rivelò al suo vecchio amico i piani di Murond Glabados. Ma era stato scoperto da Zalmo Rusnada, esaminatore degli eretici per conto della chiesa, che era venuto per arrestare Ramza. Delita sapeva che con Zalmo in circolazione, che era a conoscenza del suo doppio gioco, non avrebbe avuto vita facile, e così insieme a Ramza lo uccisero, e poi tornò a servire Goltana.
Alla battaglia di Bethla Garrison, Delita assassinò Goltana e fece ricadere la colpa su Orlandu, ma fece uccidere un fantoccio e permise al vero Orlandu di scappare e assiste Ramza nella lotta contro i Lucavi. Delita dovette confrontarsi con Balmafula Lanando, che sapeva essere una spia, e Balmafula non fu in grado di affrontarlo.

### Matrimonio con Ovelia e morte
Dopo la sconfitta di Altima, Delita sposò la Principessa Ovelia e divenne Re di Ivalice. Un giorno Delita era andato a raccogliere dei fiori per farla sorridere, ma lei teme, forse a ragione, che lui la stia solo usando, e che entro breve si sbarazzerà di lei, così come aveva fatto in passato con Goltana, e lo pugnala. Delita con le ultime forze rimaste uccide Ovelia.
Delita fu considerato dal popolo un eroe, mentre Ramza non sarà mai conosciuto. Olan Durai, che stava scrivendo un libro in cui raccontava la verità, fu condannato a morte dalla chiesa come eretico, ma il suo discendente Alazlam riuscirà a terminare il libro di Durai e a far conoscere la verità.

## Alma Beoulve
Alma Beoulve è la sorella minore di Ramza, nonché l'unico corpo che possa accogliere il demone Altima.

## L'amicizia con Teta
Alma vive al Castello Igros, fortezza degli Hokuten e della famiglia Beoulve. Loro padre, Balbanes Beoulve, prese Delita e Teta sotto la sua protezione, e Teta e Alma, che avevano all'incirca la stessa età, divennero ben presto amiche, nonostante la differenza di classe (i Beoulves sono nobili mentre gli Hyrals contadini). Dycedarg, il maggiore dei fratelli, assassinò Balbanes usando un veleno, e insieme a Larg iniziò a combattere i Death Corps. Durante la loro campagna militare, un leader Death Corps di nome Golagros tentò di assassinare Dycedarg, ma quando fallì tentò di rapire Alma e Teta. Zalbag intervenne e salvò Alma ma non riuscì a fermare Golagros che aveva catturato Teta. In seguito Teta, che veniva usata come ostaggio da Golagros, fu uccisa dal nobile Algus che non si fece scrupoli pur di sconfiggere i Death Corps, che promulgavano l'equità tra nobili e plebei. Questo avvenne durante un attacco degli Hokuten guidato da Zalbag e Algus al Fort Zeakden.

## Aiutando Ramza
Dopo la morte di Queklain, Ramza fece visita al fratello Zalbag alla Capitale Imperiale Lesalia in un vano tentativo di fermare la guerra. Anche Alma era stata mandata a Lesalia, e incontrò Ramza mentre lasciava la città. Improvvisamente esaminatore degli eretici di Glabados, Zalmo, arrivò e tentò di arrestare Ramza. Alma aiutò il fratello in combattimento e Zalmo se ne tornò a mani vuote. Alma quindi suggerì di cercare la Pietra della Vergine al Monastero Orbonne, in quanto aveva trascorso molto tempo al monastero ed era sicura di averla vista là. Ramza alla fine fu costretto a portarla con sé.
Al Monastero Orbonne, Ramza scoprì che il Temple Knight Izlude Tingel era arrivato prima di lui al monastero e stava cercando la Pietra della Vergine. Ramza lasciò tutte le Pietre dello Zodiaco che aveva collezionato con Alma e corse ad affrontare Izlude. Improvvisamente arrivarono gli Wiegraf Folles e catturarono Alma. Quando Ramza e Izlude ritornarono all'entrata, Izlude portò Alma con se, mentre Wiegraf combatteva contro Ramza. Ramza rapidamente sconfisse Wiegraf, ma non riuscì a fermare Izlude, che aveva già montato il suo Chocobo.

## Nelle mani dei Lucavi
Izlude non riuscì ad andare lontano con Alma prima di essere catturato da Malak, che era al servizio del Duca Barinten. Sia Izlude che Alma furono imprigionati al Riovanes Castle. Quando il padre di Izlude, Vormav, arrivò con Wiegraf, Izlude venne condotto da lui da Malak. Le trattative fra Vormav e Barinten ben presto degenerarono e Vormav si trasformò in Hashmalum, uccidendo sia Barinten che suo figlio. Nel caos generale, Alma riuscì a fuggire dal castello e a si fermò accanto al cadavere di Velius, che Ramza aveva ucciso poco prima per entrare al castello. Continuando la sua fuga Alma incontrò Izlude, ormai morente, che la avvertì di stare in guardia da un mostro impazzito. Lei, credendo si riferisse a Velius, gli disse di non preoccuparsi, perché Ramza l'aveva già sistemato. Izlude morì e Vormav, riacquisita la forma umana, entrò improvvisamente nella stanza, trovando Alma. La Pietra della Vergine, nelle mani di Vormav, reagì alla presenza della ragazza, rivelando a Vormav ciò che non si sarebbe mai aspettato: che Alma era il corpo tanto cercato per accogliere Altima. Vormav colpì Alma con un pugno nello stomaco, la mise fuori combattimento e andò via dal castello con lei.

## La resurrezione di Altima
Quando Vormav raggiunse Murond Death City, portò Alma e tentò di praticare il rituale per far risorgere Altima, ma fallì a causa dell'insufficienza di vittime sacrificali. Subito dopo arrivò Ramza per salvare la sorella. Vormav decise di usare Ramza come vittima sacrificale e attivando la Pietra del Leone si trasformò in Hashmalum. Ramza tentò di far riprendere i sensi all'incosciente Alma, ma Hashmalum aveva sigillato la sua anima, rendendo vani i tentativi di Ramza. Il nostro eroe decise allora di sconfiggere Hashmalum, e dopo averlo ferito gravemente riuscì ad annullare il suo potere su Alma. La ragazza si risvegliò, ma Hashmalum si sacrificò per far risorgere Altima. Alla fine Alma si trovò posseduta da Saint Ajora Glabados.
Ma la volontà di Alma era troppo forte per Ajora, che si separò per riapparirle accanto. Alma disse a Ramza di distruggere Ajora, che però si trasformò immediatamente in Altima. Durante la battaglia Alma fece ciò che poté per proteggere Ramza con la sua MBarrier. Altima si trasformò in un mostro gigantesco, ma Ramza alla fine ebbe la meglio. Altima esplose e l'intera zona fu colpita dall'esplosione. Ramza e Alma furono dati per morti, ma furono poi avvistati da Olan Durai, in fuga dalla vita turbolenta e in cerca di pace e serenità.

## Algus Sadalfas
Algus Sadalfas è il boss del primo capitolo. Alleato di Ramza all'inizio, la sua arroganza e presunzione portano ben presto i due ad una rottura.

### Al servizio di Elmdor
Algus Sadalfas appartiene ad una nobile famiglia e iniziò ben presto a lavorare per Marquis Elmdor. Elmdor fu catturato dai Death Corps, ma Algus riuscì a scappare e fu salvato da Ramza Beoulve e Delita Hyral. I due lo portarono dal fratello di Ramza, Dycedarg, che gli promise che avrebbe salvato Elmdor. Ma Algus non voleva aspettare e tentò da solo nell'impresa, confidando nell'aiuto di Ramza, che accettò. Seguendo una battaglia contro i Death Corps, Algus venne a sapere che Elmdor era tenuto prigioniero al Sand Rat Cellar da Gustav Margueriff. I soldati di Ramza riuscirono a mettere in fuga i nemici, liberando la strada per il Sand Rat Cellar, dove però si trovava Wiegraf ad aspettarli. Siccome Gustav aveva agito senza seguire gli ordini di Wiegraf, Wiegraf lo uccise, e poi accettò di rilasciare Elmdor in cambio di una fuga sicura. Nonostante Elmdor fosse ormai al sicuro, Algus rimase con Ramza e Delita.

### Dalla parte sbagliata
Fu quindi ordinato loro di attaccare un gruppo di Death Corps comandati dalla sorella, di Wiegraf, Miluda. Durante la battaglia Algus mostrò la sua arroganza insultando Miluda. Dopo che fu catturata, Algus tentò inutilmente di convincere Ramza a ucciderla, e Miluda riuscì a fuggire. Infuriato, Algus, in seguito, insulterà Delita quando si verrà a sapere che la sorella di Delita, Teta, è stata rapita durante un tentativo di assassinare Dycedarg. La tensione fra i due aumenta, finché non giunge Ramza, che calma Delita e ordina ad Algus di andarsene.
Algus si unì allora agli Hokuten nell'attacco al Fort Zeakden diretto dal fratello di Ramza, Zalbag. I due non sapevano che Ramza e Delita stavano tentando di salvare Teta intrufolandosi nel castello dal retro, ed arrivarono per primi, trovando Golagros Levine che teneva Teta in ostaggio. All'arrivo di Ramza e Delita, Algus scagliò due frecce: una colpì, intenzionalmente, Teta, l'altra Golagros. Delita maledisse Algus e lo attaccò. Algus chiamò molti Hokuten ad aiutarlo, ma Ramza si unì a Delita e Algus fu presto sconfitto e ucciso.

## Zalbag Beoulve
Zalbag Beoulve è un Arc-Knight e leader degli Hokuten Knights. All'inizio è dalla parte di suo fratello maggiore, Dycedarg, ma i due in seguito si ritrovano avversari. Zalbag ode per caso una conversazione tra Dycedarg e il Temple Knight Rofel, in cui Rofel accenna al fatto che Balbanes, padre di Dycedarg, Zalbag e Ramza, sia in realtà stato avvelenato, e che sospetta di Dycedarg, esperto di veleni.
Zalbag va a ispezionare la tomba del padre con un chimico e l'accusa di Rofel trova conferma, infatti il veleno usato, il mosfungus, fa crescere dei funghi quando si trova nell'organismo di una persona al momento della morte.
Zalbag si rende conto della malvagità del fratello e decide di affrontarlo, ritorna quindi al castello di Igros.
Dycedarg chiama le sue guardie, ma Zalbag con l'aiuto di Ramza, giunto al momento giusto, riesce a sconfiggere Dycedarg. La vittoria di Zalbag ha però vita breve: non appena il fratello cade al suolo, usa involontariamente la Pietra del Capricorno e viene posseduto da Adramelk. Adramelk uccide Zalbag con un solo attacco, ma viene sconfitto da Ramza. Dopo la battaglia, Ramza commenta dicendo che il proprio nome non ha importanza, ma sono le scelte che si compiono a renderti qualcuno. Capisce così che la casata dei Beoulve non esiste più.
In seguito Zalbag viene riportato in vita da Vormav Tingel come un vampiro, e viene costretto a combattere contro Ramza. Zalbag, capendo che non riese a controllarsi, chiede a Ramza di ucciderlo. Con il suo ultimo respiro chiede scusa al fratello per avergli causato dolore. Ramza grida dal dolore per la perdita del proprio fratello.

## Dycedarg Beoulve
Dycedarg è l'archetipo dell'anti-eroe di Machiavelli, e fa proprio il motto "il fine giustifica i mezzi". Bada moltissimo alle apparenze, e a non disonorare il nome della famiglia Beoulve, solo che diversamente dal padre Balbanes, eroe di guerra e persona buona e onorevole, desidera il potere ed è disposto a tutto pur di ottenerlo. Dal cuore freddo, viene considerato da molti un sociopatico incline a uccidere, ma alcuni ritengono che in realtà provi forti sentimenti, che però è disposto a mascherare pur di raggiungere il suo scopo.

### Controversie sulla morte del padre
Dycedarg divenne leader degli Hokuten durante la malattia di suo padre Balbanes, ma poi cedette il posto al fratello minore, l'Arc Knight Zalbag, perché questo era l'ultimo desiderio del padre. Entrambi erano abili maghi e spadaccini e acquisirono ben presto il titolo di Lune Knight. Dycedarg è anche un ottimo diplomatico e prese parte alle trattative che posero fine alla Fifty Years' War, nella quale Ivalice combatté contro Ordallia, regione ad est.
Nonostante non venga espresso chiaramente nel gioco, ci sono molti indizi che fanno pensare che sia stato Dycedarg ad uccidere il proprio padre Balbanes. Secondo alcuni lo uccise per porre fine alle sue sofferenze causate dalla "lunga malattia", ma è molto più probabile che invece sia stato proprio lui a fare ammalare il padre usando il veleno Mosfungus, il che renderebbe Dycedarg l'uomo freddo e calcolatore descritto da molti.
Sempre secondo quest'ottica Dycedarg avrebbe stretto amicizia con il Principe Larg solo per raggiungere i propri fini, non tenendo minimamente conto del Principe (basti pensare al rapimento di Ovelia, in occasione del quale Larg era stato tenuto all'oscuro di tutto).

### Contro i Death Corps
Pochi mesi prima del rapimento di Ovelia, Dycedarg corruppe un Death Corp di nome Gustav Margueriff, promettendogli ricchezze, affinché rapisse il Marquis Elmdor, leader dei Limberry, in modo da trovare una scusa per dichiarare guerra ai Death Corps, e così facendo sconfiggerli. Zalbag, non a conoscenza dei piani di Dycedarg, si mostrò sorpreso del fatto che i Death Corps avessero chiesto un riscatto in denaro per liberare il Marquis, poiché solitamente erano uomini onorevoli, che combattevano per l'equità tra le classi.
Ramza, di canto suo, è spinto da Algus a salvare, insieme a Delita, il Marquis Elmdor. Seguendo gli indizi ottenuti interrogando un Death Corp catturato nella Dorter Trade City, scoprono che Elmdor si trova in un basamento sotto le rovine di una struttura nel deserto, la famosa "Cellar of the Sand Rat." Qui, Gustav viene ucciso in duello da Wiegraf per far scappare Elmdor, sapendo che la sua morte avrebbe rappresentato la sconfitta dei Death Corps.
Dycedarg si infuriò con Ramza per aver disobbedito ai suoi ordini lasciando la sua posizione all'Igros Castle, ma soprattutto perché il suo piano era andato in fumo. Larg, entrando proprio al momento opportuno, mentre Dycedarg stava sfogandosi con Ramza, annuncia la fuga di Elmdor e di aver scoperto il luogo della principale base dei Death Corps (un fortino di pescatori abbandonato lungo la costa di Gariland Magic City). Inoltre assicurò Dycedarg che Ramza avrebbe potuto terminare la sua la missione contro i Death Corps annientandoli nel loro quartier generale.
Poco dopo, quasi contemporaneamente alla vittoria di Ramza sui Death Corps al molo, Golagros Lavine (un cavaliere Death Corp) tentò di assassinare Dycedarg, ma fallì e provò allora a rapire la sorella minore Alma, prima che Zalbag intervenisse. Riuscì invece a rapire Teta, migliore amica di Alma e sorella di Delita, e Dycedarg promise a Delita che avrebbe fatto il possibile per ritrovarla, quando in realtà permise ad Algus di ucciderla insieme a Golagros nella battaglia di Fort Zeakden, in modo da porre fine alla ribellione dei Death Corps.

### Scoppio della Lion War
Tre mesi dopo, Dycedarg assoldò un famoso mercenario di nome Gaff Gafgarion per rapire Ovelia e far ricadere la colpa sui Nanten, i cavalieri rivali degli Hokuten, in modo da ottenere un perfetto pretesto per far scoppiare una guerra e far salire al trono il Principe Orinas, presunto figlio del Re di Ivalice, in modo da diventare Larg reggente, e di ottenere per sé maggior potere. Larg, in quanto zio del Principe Orinas (è il fratello della Regina Ruvelia), sarebbe stato d'accordo e gli avrebbe conferito immensi poteri.
A questo punto l'intolleranza di Dycedarg nei confronti di Ramza era divenuta insostenibile, e così ordinò a Gafgarion di uccidere Ramza se gli fosse capitata l'occasione durante la missione. È significativa la scena in cui assegna l'incarico a Gafgarion: attraverso un bicchiere di vino, mentre Gafgarion è in piedi sull'attenti; tipito del carattere freddo e calmo di Dycedarg.
Durante il rapimento di Ovelia, Agrias Oaks, una Holy Knight incaricata di difendere la Principessa, se la prende con Lezales, il leader delle truppe che dovevano effettuare il rapimento. "Il Principe Goltana è davvero uno stupido -- Vuole forse causare una guerra?!" Ironicamente, è esattamente ciò che accade, in quanto il rapimento di Ovelia si concluse nel peggiore dei modi: Goltana aveva al suo servizio il rapitore stesso, l'amico di infanzia di Ramza, Delita, che riesce nel rapimento portando Ovelia con sé e poco dopo il Re Omdoria morì.

### L'omicidio di Larg
In seguito all'avvenimento, sia Larg che Goltana marciarono sulla capitale imperiale, Lesalia, con i loro cavalieri per incoronare erede al trono il proprio protetto. Scoppia così la "Lion War," chiamata così a causa delle due criniere di leone rappresentati le due rispettive armate dei due principi (Leone Bianco Larg, Leone Nero Goltana).
Delita, che simpatizza, almeno apparentemente, per il Principe Goltana, ordina ai Nanten di catturare la Regina Ruvelia, e di imprigionarla nell'inspugnabile fortezza di Bethla Garrison. Il piano riesce, ma ciò comporta che gli Hokuten, sotto il comando di Zalbag, marcino su Bethla per liberare la Regina e sconfiggere una volta per tutte i Nanten.
Entrambi gli eserciti vengono decimati a causa del veleno Mosfungus, impiegato dall'ingegnere Balk, e anche Larg viene avvelenato. Dycedarg nota che Larg potrebbe sopravvivere all'avvelenamento e lo accoltella, Zalbag arriva in tempo per assistere Larg, mentre Dycedarg mette il pugnale nelle mani di uno degli Hokuten morti, in modo che venga ritenuto il colpevole dell'omicidio, in quanto spia dei Nanten.
Larg, prima di morire, rivelò a Zalbag che Dycedarg era il responsabile della morte di loro padre Balbanes. Dycedarg non darà una spiegazione riguardo a tale accusa, il che aumenterà il sospetto di suo fratello Zalbag nei suoi confronti.

### Uno con Adramelk
In seguito, dopo essersi ripreso dal Mosfungus, Dycedarg incontra un messaggero della Chiesa di Glabados, un misterioso e sinistro cavaliere di nome Rofel Wodring, per negoziare con gli Hokuten. Durante la conversazione, che Zalbag udì, Rofel osserva che Dycedarg era molto abile con i veleni, e che Balbanes morì a causa di sintomi simili a quelli del veleno Mosfungus. Dycedarg rimane in un inquietante silenzio, senza rivelare se abbia effettivamente commesso un patricidio, e Rofel gli offre la Pietra del Capricorno come prova delle buone intenzioni della Chiesa.
Confuso, Zalbag cerca di scoprire la verità, e prova orrore quando vede un fungo sulla tomba di suo padre. Un chimico locale lo analizza e lo identifica come Mosfungus, e Zalbag, accecato dalla rabbia, decide di vendicare la morte di suo padre e di Larg.
Dycedarg, con in mano la Pietra del Capricorno, insonsapevole del suo effettivo potere malvagio, combatte contro Zalbag che ha l'aiuto di Ramza. Zalbag lo sconfigge, ma prima di morire la Pietra del Capricorno ha il sopravvento e Dycedarg si trasforma nel Lucavi Adramelk. Adramelk spazza via gli Hokuten che lo stavano difendendo, uccide Zalbag in un colpo solo e attacca Ramza. Ramza lo sconfigge e con la distruzione di Adramelk, muore anche Dycedarg.

## Principe Bestrada Larg
Il Principe Larg è uno dei due nobili rivali per il trono. L'altro è il Principe Goltana. Larg è rappresentato dalla criniera di Leone Bianco ed è difeso dai Cavalieri Hokuten.

### Prima della Lion War
Dopo la morte di Balbanes Beoulve, Larg prese il suo figlio maggiore, Dycedarg, come assistente personale, e il secondo figlio, Zalbag, divenne leader degli Hokuten. Quando Ramza, il più giovane degli eredi di Balbanes, non obbedisce agli ordini di Dycedarg e decide di salvare il Marquis Elmdor dai Death Corps, Larg loda Ramza nonostante le obiezioni di Dycedarg.
Non è chiaro cosa sapesse Larg a proposito del rapimento della Principessa Ovelia, rapita usando Hokuten camuffati da Nanten per ingannare Goltana. In realtà, infatti, l'artefice del rapimento era Dycedarg, ed era stato sempre lui ad ingaggiare Delita, non sapendo che però fosse un agente segreto di Goltana. Ad ogni modo, Larg aveva interesse ad uccidere Ovelia, in modo che Orinas diventasse Re e lui reggente. Se invece Ovelia fosse diventata Regina, il reggente sarebbe stato Goltana.

### Lion War e morte
In seguito all'improvvisa morte del Re, sia Larg che Goltana propongono i loro protetti come candidati, dando vita alla Lion War, che culminò con la Battaglia di Bethla Garrison, in cui gli Hokuten assaltarono la fortezza dei Nanten. Durante la battaglia, venne chiamato un ingegnere di nome Balk per avvelenare col Mosfungus gli Hokuten, il che indebolì le forze di Larg e Dycedarg.
Dycedarg, avvelenato in maniera minore rispetto a Larg, lo vede morente in cima alla collina. Larg vorrebbe essere curato, ma Dycedarg lo tradisce e lo pugnala. Prima di morire Larg accusa Dycedarg di aver ucciso Balbanes, portando Zalbag a sospettare del fratello.

## Principe Druksmald Goltana
Il Principe Goltana è uno dei due nobili rivali che tentano di salire al potere. L'altro è il Principe Larg. Goltana è rappresentato dalla criniera di Leone Nero ed è difeso dai Nanten Knights.
I piani del Principe Goltana per salire al trono includono la Principessa Ovelia, uno dei due potenziali eredi al trono. Se Ovelia diventasse Regina, Goltana potrebbe poi diventare reggente. Tuttavia se Orinas diventasse Re, Larg sarebbe reggente. L'assistente di Larg, Dycedarg Beoulve, tenta di rapire Ovelia dal Monastero di Orbonne e di ucciderla, ma non è a conoscenza che il rapitore, Delita Hyral, è un agente segreto al lavoro per Goltana. Delita rapisce Ovelia, ma poi la affida ad Agrias, tuttavia dopo gli avvenimenti che vedono la morte di Draclau al castello di Lionel Ovelia torna nelle mani di Delita.
In seguito alla morte del Re, sia Larg che Goltana propongono i loro candidati al trono, facendo scoppiare la Lion War, che culmina nella battaglia di Bethla Garrison, dove Hokuten assaltano la fortezza dei Nanten. Durante la battaglia, un ingegnere di nome Balk, al servizio della Chiesa di Murond Glabados, che ha segretamente preparato la guerra, infetta i soldati Hokuten con il veleno Mosfungus, facendo sembrare ormai prossima la vittoria dei Nanten, Ma sopraggiunge Ramza, che porta la battaglia ad un punto morto, aprendo i condotti della diga di Bethla Garrison. A questo punto Delita tradisce Goltana e lo uccide, facendo ricadere la colpa su Cid.